# 2 on 2 Open Ice Challenge
2 On 2 Open Ice Challenge är ett ishockeyarkadspel utvecklat av Midway från 1995. Varje lag har två utespelare på isen samtidigt, inte fem som i verkligheten, och lagen är samma som under NHL-säsongen 1995/1996.
Spelet porterades till Playstation 1996, fast då med Phoenix Coyotes i stället för Winnipeg Jets, eftersom laget flyttat inför säsongen 1996/1997. Spelet fick officiell licens av NHLPA.

### Fotnoter
1. ↑  Killer List of Video Games http://www.arcade-museum.com/game_detail.php?game_id=6774
2. ↑  ”NHL Open Ice: 2 On 2 Challenge” (på engelska). Mobygames. 15 mars 1995. http://www.mobygames.com/game/nhl-open-ice-2-on-2-challenge. Läst 1 maj 2015.
3. ↑  ”2 On 2 Open Ice Challenge” (på engelska). Arcade History. 15 mars 1995. http://www.arcade-history.com/?n=2-on-2-open-ice-challenge&page=detail&id=12. Läst 1 maj 2015.